# 维里 (汝拉省)
维里（法語：Viry，法語發音：[viʁi]）是法国汝拉省的一个市镇，属于圣克洛德区。

## 地理
维里（46°18'0"N, 5°44'18"E）面积25.4 平方千米，位于法国勃艮第-弗朗什-孔泰大區汝拉省，该省份为法国东部内陆省份，北起上索恩省，西北接科多尔省，西临索恩-卢瓦尔省，南至安省，东与杜省和瑞士接壤。
与维里接壤的市镇（或旧市镇、城区）包括：阿尔邦、伯莱杜、多尔唐、埃沙隆、莱布舒、舒镇、拉旺西亚-埃佩尔西、罗尼亚、沃莱圣克洛德。

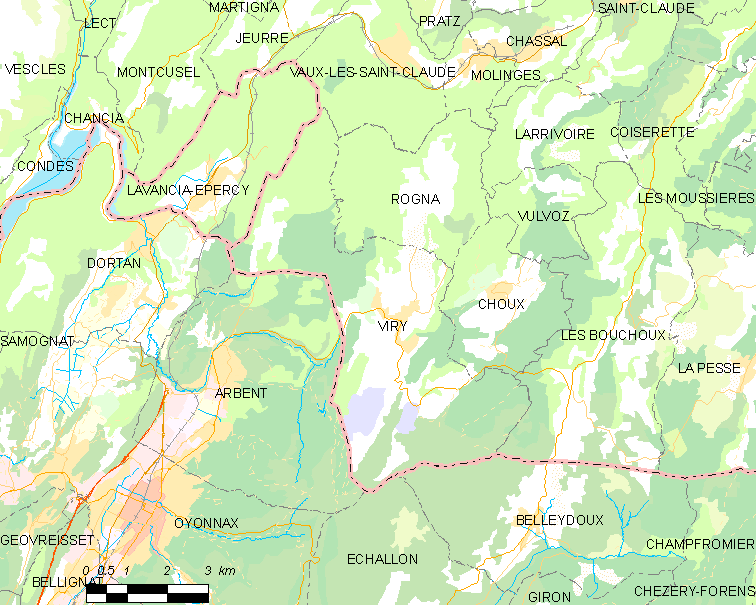
的OSM定位图

维里的时区为UTC+01:00、UTC+02:00（夏令时）。

## 行政
维里的邮政编码为39360，INSEE市镇编码为39579。

## 政治
维里所属的省级选区为科托迪利宗县。

## 人口

1962-2008年间人口变化图示

维里于2022年1月1日时的人口数量为893人。